# Wasilij Parszyn
Wasilij Olegowicz Parszyn (ros. Василий Олегович Паршин; ur. 27 lipca 1991 roku) – rosyjski zapaśnik walczący w stylu klasycznym. Brązowy medalista na mistrzostwach Europy w 2014, a także wojskowych MŚ z 2017. Drugi w Pucharze Świata w 2014. Mistrz Europy juniorów w 2011. Mistrz Rosji w 2014 i drugi w 2015 roku.